# Honda CBR125R
Honda CBR125R je sportovní stopětadvacítka od výrobce motocyklů Honda. Zdvihový objem 124,7 cm³ umožňuje řídit tento motocykl již od 16 let, proto je velice populární u mladších lidí. Ty zaujme zejména líbivý agresivní sportovní vzhled, vycházející z její větší sestry CBR1000RR Fireblade.
Byla uvedena v roce 2004 firmou Honda pro trh s motocykly s obsahem do 125 cm³ jako nástupce Hondy NSR125. Motor je čtyřdobý, kapalinou chlazený, dvouventilový jednoválec o obsahu 124,7 cm³ o výkonu 10 kW.

## 2004 - 2006
Honda CBR125R se podobala Hondě CBR600RR a používala v palivové soustavě karburátor.

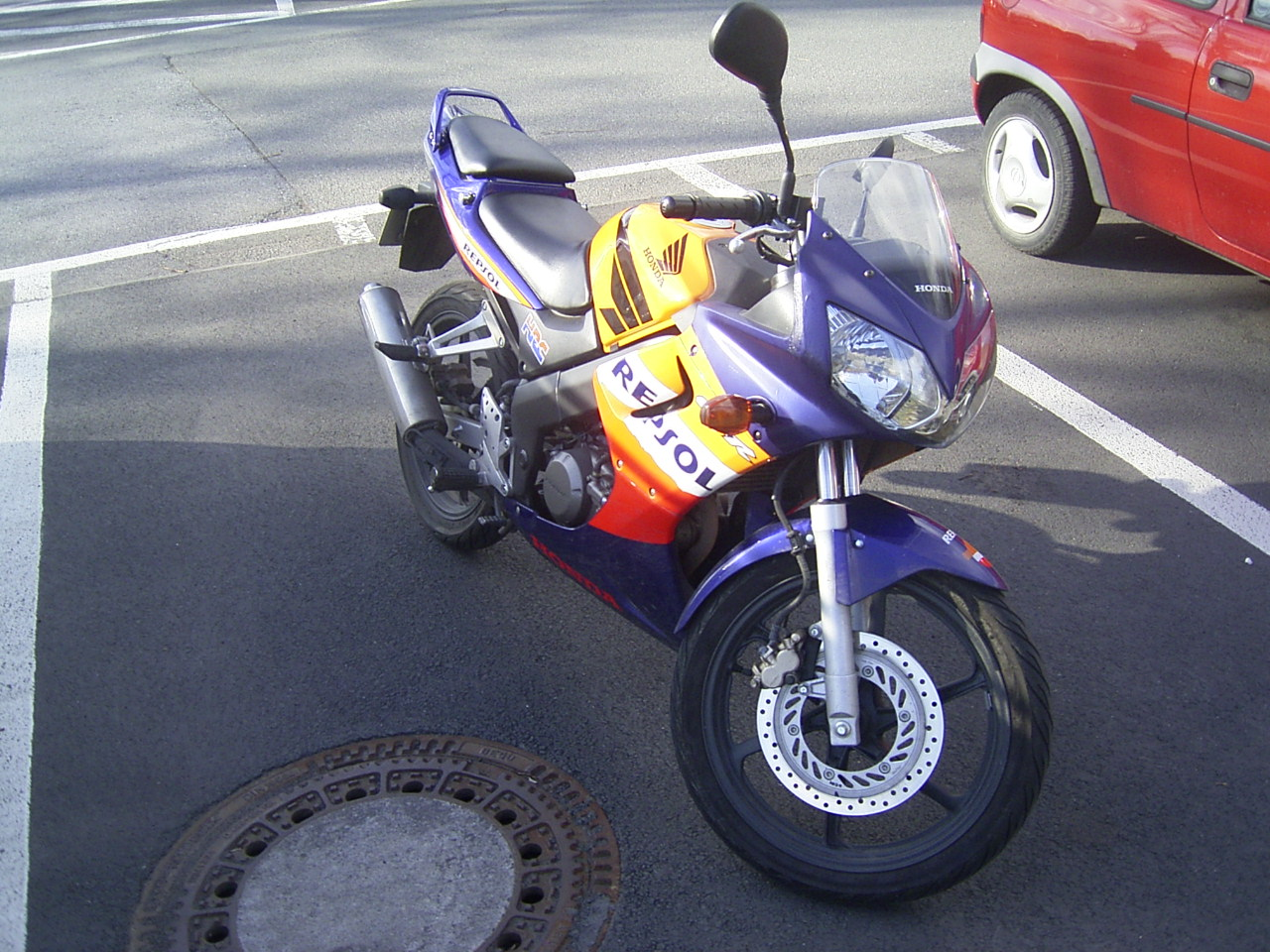
Honda CBR125R ve starším provedení

Motocykl byl v roce 2005 uveden v barvách Repsol.

### Varianty barev
2004 - CBR125R4: Modrá/Stříbrná; Černá/Stříbrná; Červená/Černá.

2005 - CBR125R5; CBR125RW5: Černá/Stříbrná; Červená/Černá; Modrá. CBR125RS5: Repsol.

2006 - CBR125R6; CBR125RW6: Černá/Stříbrná; Červená/Černá; Oranžová. CBR125RS6: Repsol.

## Změny v roce 2007
V roce 2007 bylo na motocyklu provedeno několik změn a byl nově dostupný v Austrálii a Kanadě.

### Vizuální změny
Motocykl v roce 2007 prodělal radikální změny v přední masce, aby se podobal Hondě CBR1000RR Fireblade a dostal nové barvy.

### Varianty barev
Austrálie

2007 - CBR125R5; Tahitská Modrá; Červená Milenium; Bílá Růže; Grafitově Černá.

2009 - CBR125R9; Bílá Růže s Tahitskou modrou; Černá s Kovově stříbrnou; Černá s Červenou Milenium.

Kanada

2007 - CBR125R7; Fireblade Červená; Hurricane Bílá; Nighthawk Černá

2008 - CBR125R8; Fireblade Červená; Hurricane Bílá; Nighthawk Černá

2009 - CBR125R9; Firestorm Červená; Exklusivní edice (směsice červené, bílé a modré); Blackbird Stříbrná

### Změny v motoru
PGM-FI: elektronické vstřikování paliva.

IACV: Idle Air Control Valve - ventil volnoběžných otáček.

HECS3: kyslíkový senzor k dodržování normy EURO-3.